# Seconda apocalisse di Giacomo
La Seconda apocalisse di Giacomo è un testo della letteratura cristiana primitiva, ritenuto perduto per secoli e poi ritrovato tra i Codici di Nag Hammadi (V.4) in una versione in lingua copta. Fu composto probabilmente alla metà del II secolo, in lingua greca, in ambiente gnostico; l'attribuzione pseudoepigrafa è a Giacomo il Giusto, "fratello del Signore".